# Velimi Vasúti Kísérleti Központ

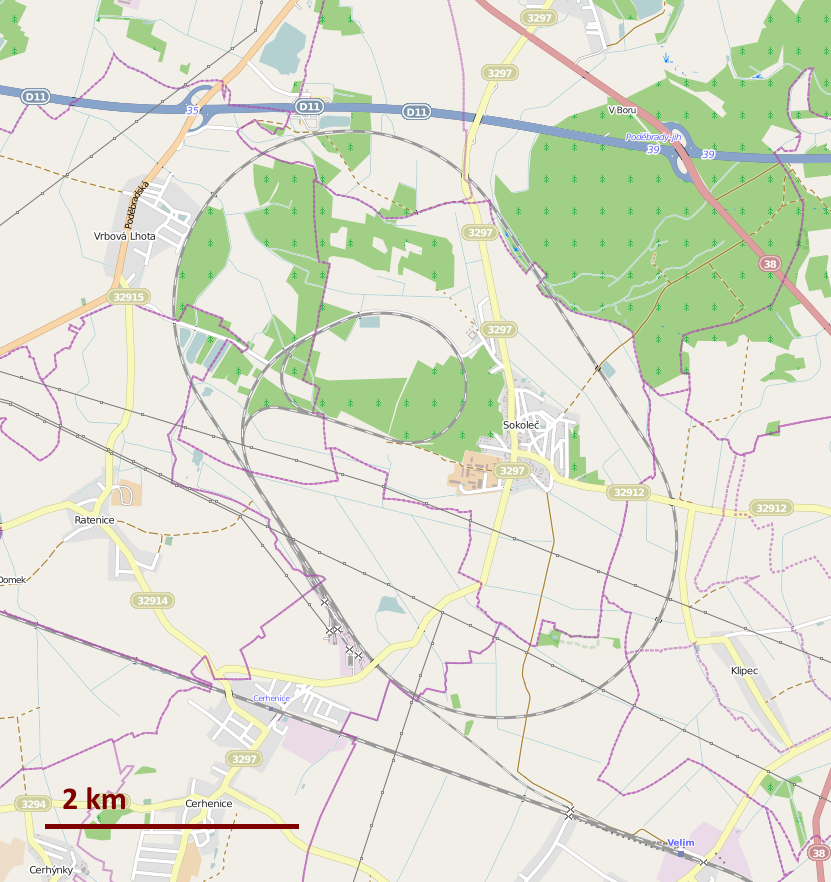
A tesztközpont térképe

A Velimi Vasúti Kísérleti Központ (cseh nyelven: Železniční zkušební okruh u Velimi) egy vasúti járművek próbafutásainak lebonyolítására létesített tesztközpont Prágától keletre. A központot a Cseh Vasút tulajdonában álló Cseh Vasúti Kutatóintézet (cseh nyelven: Výzkumný ústav železniční) üzemelteti.

## Története
A kísérleti központ megépítését az 1960-as években kezdték meg. A két normál nyomközű vasúti körpálya 1963-ban nyílt meg. A kontinensen csak igen kevés hasonló tesztközpont van, így az Európában központi pozíciót elfoglaló Velim gyorsan a vasúttársaságok és vasúti járműgyártók kedvelt kísérleti bázisává változott. A központot 1995-ben ún. akkreditált tesztközponttá minősítették, ezután a központ vezető szerepre tett szert az európai piacon. 2006-ban a külső kört 210 km/h-s sebességre építették át, így az alkalmassá vált a nagysebességű vonatok próbafutásainak bonyolítására.

## Infrastruktúra
A kísérleti központ a Prága–Kolín vasúti fővonal közelében, Prágától 50 kilométernyire keletre található. A központ pályahálózata Velim község közelében csatlakozik a cseh vasúthálózathoz. A tesztközpont gerincét alkotó vágányhálózat két vasúti körpályából áll:
- A belső gyűrű 3,951 km hosszú, az itt elérhető legnagyobb sebesség 90 km/h.
- A külső gyűrű hossza 13,272 km hosszú. A 2007-es felújítás óta a hagyományos felépítésű vonatok 210, a billenő kocsiszekrényű vonatok pedig 230 km/h-val haladhatnak rajta. A külső gyűrű belsejében fekszik Sokoleč település.

A központban Európa valamennyi villamosítási rendszerének megfelelő feszültség elérhető. A külső pályán ETCS-1 vonatbefolyásoló rendszert, illetve GSM-R rendszert telepítettek. A nagyobbik vasúti gyűrű déli oldalán helyezkedik el a tesztpálya központi telepe. Itt kaptak helyet az áramellátást biztosító berendezések, az obszervatórium, a tárolóvágányok, illetve a járművek javításához használt műhelyek.

## Galéria

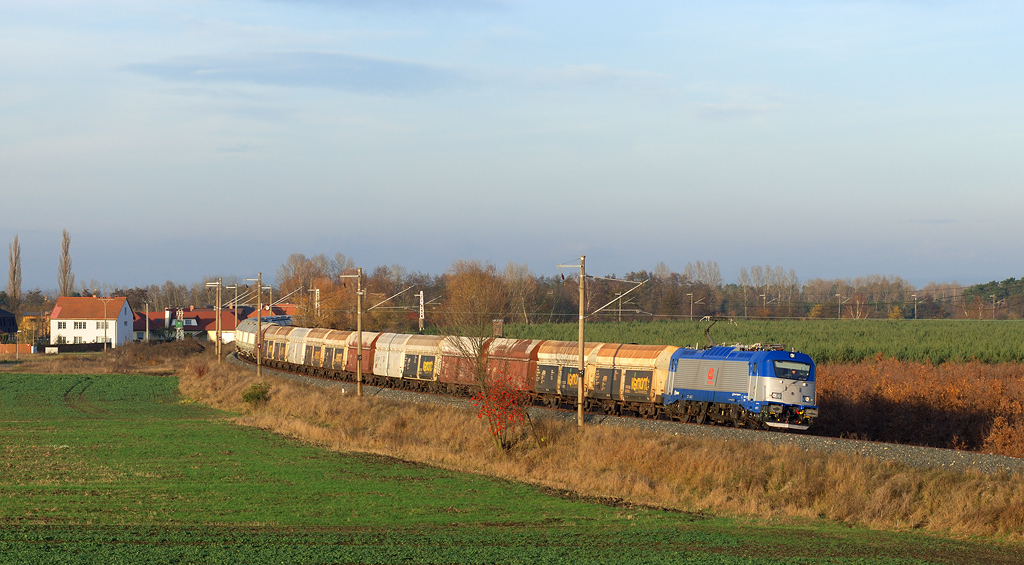
A Škoda 109E próbafutása 2008-ban
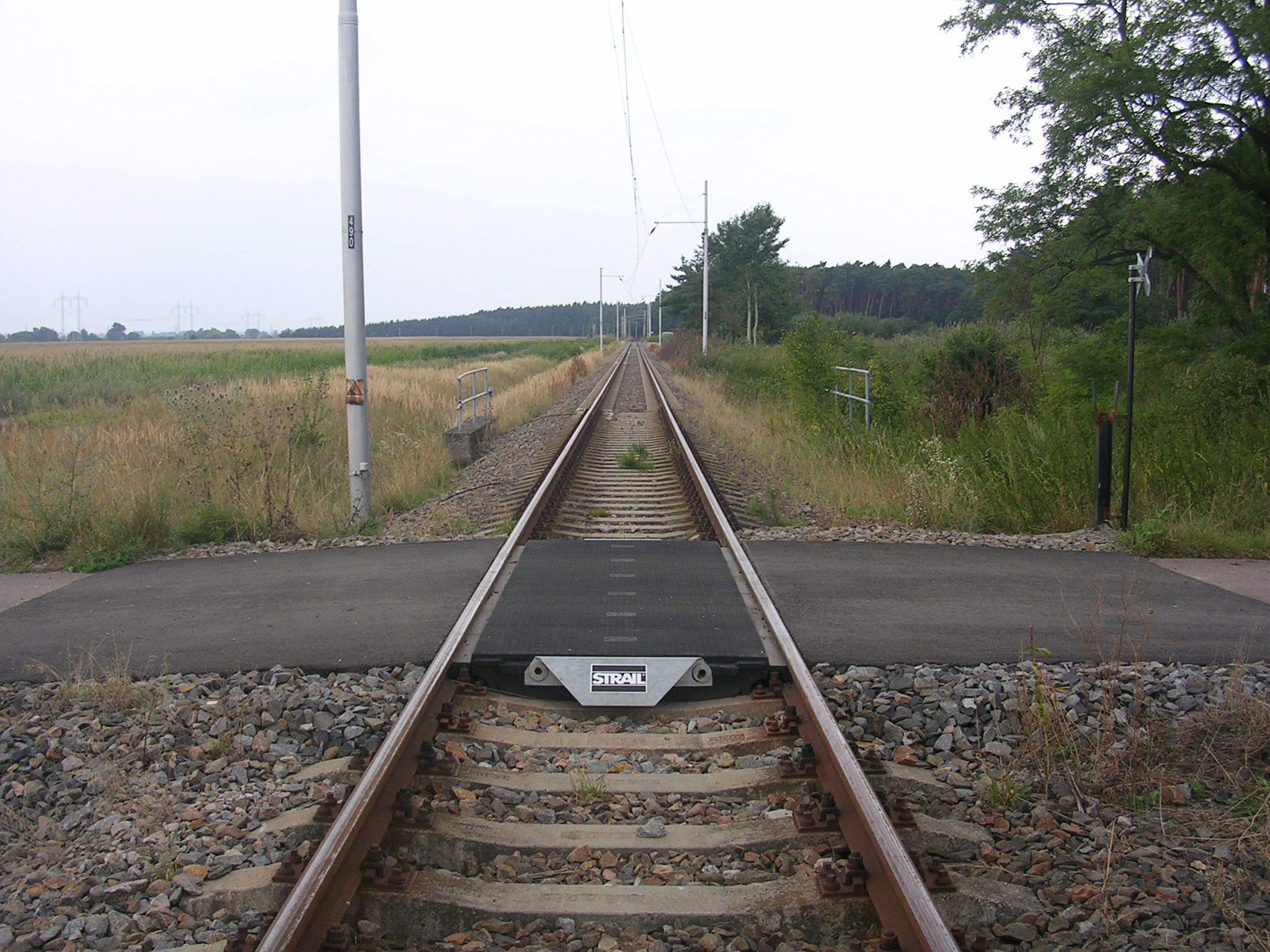
A belső kör Sokoleč nyugati határában
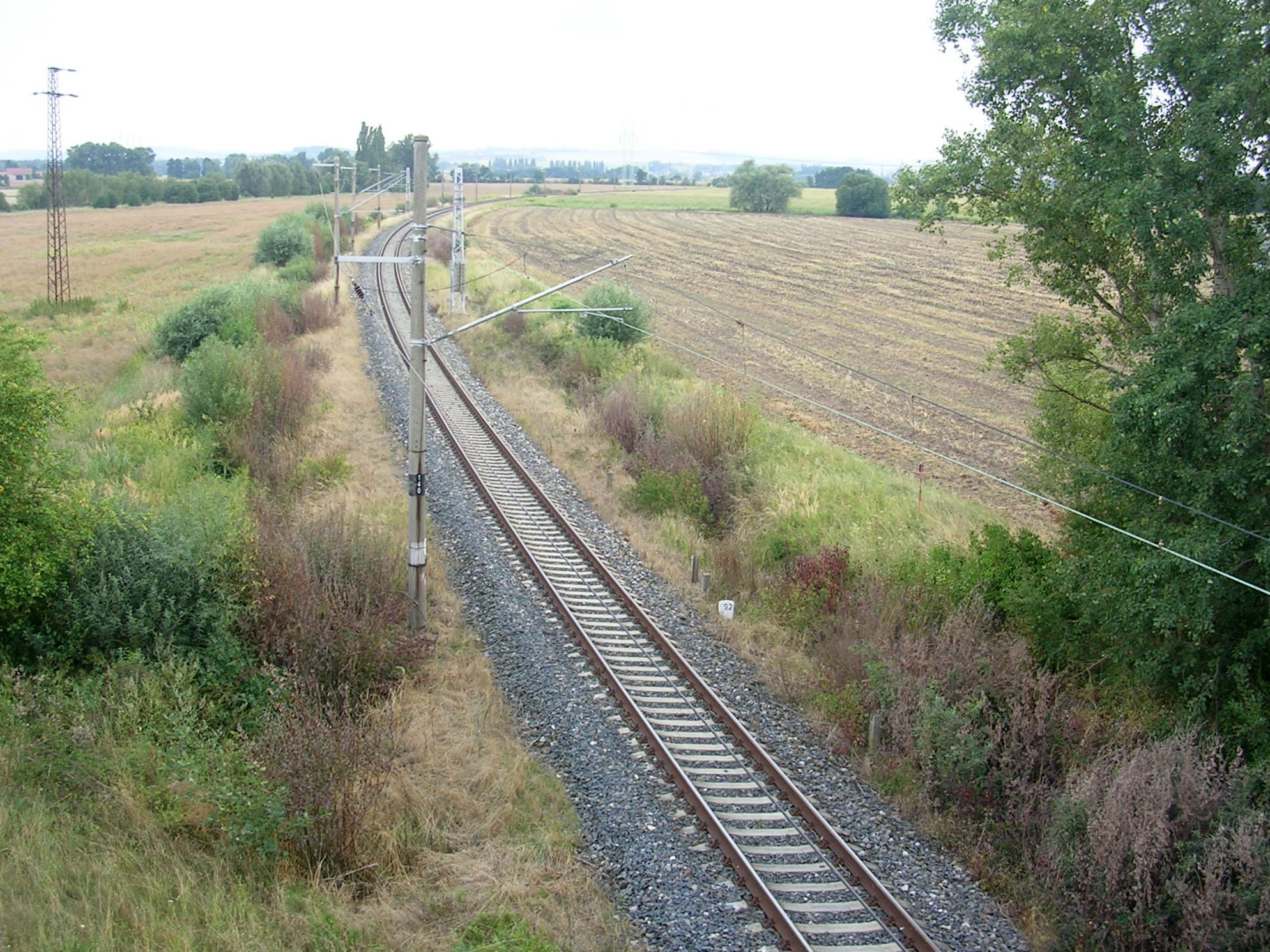
A külső kör nagy sebességre alkalmas szakasza
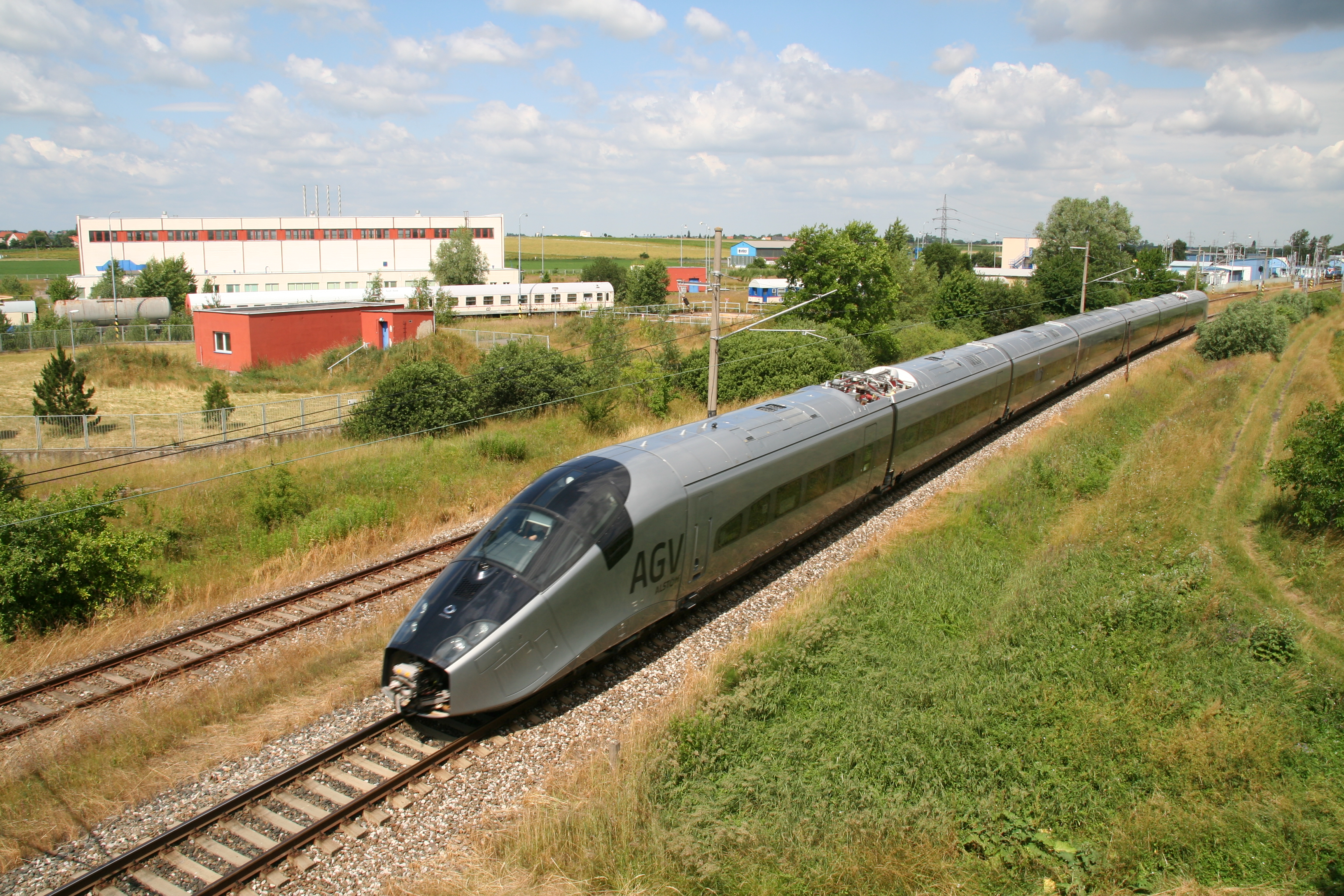
AGV szerelvény próbafutása 2009-ben